# Porąbka (Nowa Ruda)
Porąbka (niem. Neusorge) – część miasta Nowa Ruda w Polsce, położona w województwie dolnośląskim, w powiecie kłodzkim.

## Położenie
Porąbka to osada położona w Sudetach Środkowych, w dolinie pomiędzy Górą Świętej Anny na zachodzie, a wzniesieniem Banach na wschodzie, na wysokości około 420–450 m n.p.m.

## Podział administracyjny
W latach 1975–1998 miejscowość administracyjnie należała do województwa wałbrzyskiego.

## Historia
Porąbka powstała najprawdopodobniej w drugiej połowie XIX wieku jako kolonia Słupca. Osada nigdy nie rozwinęła się. W 1910 roku miejscowość liczyła 75 mieszkańców, w 1933 roku ich liczba spadła do 69. Po 1945 roku charakter Porąbki nie zmienił się.